# Surdul
Surdul (cyr. Сурдул) – wieś w Serbii, w okręgu pczyńskim, w mieście Vranje. W 2011 roku liczyła 18 mieszkańców.